# Campeonato Mundial de Triatlón de 1989
El I Campeonato Mundial de Triatlón se celebró en Aviñón (Francia) el 6 de agosto de 1989. Fue organizado por la Unión Internacional de Triatlón (ITU) y la Federación Francesa de Triatlón.

## Resultados
| Evento    | Oro                       | Plata                     | Bronce                          |
| --------- | ------------------------- | ------------------------- | ------------------------------- |
| Masculino | Mark Allen Estados Unidos | Glenn Cook Reino Unido    | Rick Wells Nueva Zelanda        |
| Femenino  | Erin Baker Nueva Zelanda  | Jan Ripple Estados Unidos | Laurie Samuelson Estados Unidos |

### Masculino
| Puesto            | Triatleta  | País           |       |       |       | Final   |
| ----------------- | ---------- | -------------- | ----- | ----- | ----- | ------- |
| Medalla de oro    | Mark Allen | Estados Unidos | 28:22 | 57:17 | 33:07 | 1:58:46 |
| Medalla de plata  | Glenn Cook | Reino Unido    | 26:45 | 59:46 | 33:32 | 2:00:03 |
| Medalla de bronce | Rick Wells | Nueva Zelanda  | 26:38 | 58:14 | 36:04 | 2:00:56 |

### Femenino
| Puesto            | Triatleta        | País           |       |         |       | Final   |
| ----------------- | ---------------- | -------------- | ----- | ------- | ----- | ------- |
| Medalla de oro    | Erin Baker       | Nueva Zelanda  | 29:31 | 1:03:06 | 37:24 | 2:10:01 |
| Medalla de plata  | Jan Ripple       | Estados Unidos | 28:45 | 1:03:43 | 38:05 | 2:10:33 |
| Medalla de bronce | Laurie Samuelson | Estados Unidos | 29:27 | 1:03:43 | 38:05 | 2:12:49 |

## Medallero
| Núm. | País           | Oro | Plata | Bronce | Total |
| ---- | -------------- | --- | ----- | ------ | ----- |
| 1    | Estados Unidos | 1   | 1     | 1      | 3     |
| 2    | Nueva Zelanda  | 1   | 0     | 1      | 2     |
| 3    | Reino Unido    | 0   | 1     | 0      | 1     |
|      | TOTAL          | 2   | 2     | 2      | 6     |